# Księstwo Kurlandii, Semigalii i Piltynia
Księstwo Kurlandii, Semigalii i Piltynia (fr. Duché de Courlande, Semigallia et Piltene, niem. Herzogtum Kurland, Semgallen und Piltene) – krótkotrwałe państwo utworzone przez cesarza Napoleona na terenach obecnej południowo-zachodniej Łotwy, nawiązujące do historycznego Księstwa Kurlandii i Semigalii. Istniało przez kilka miesięcy 1812 roku, u schyłku epoki napoleońskiej.